# (9475) 1998 QC19
A (9475) 1998 QC19 a Naprendszer kisbolygóövében található aszteroida. A LINEAR projekt keretében fedezték fel 1998. augusztus 17-én.